# Émirat islamique du Kurdistan
1994–2003
L'émirat islamique du Kurdistan (kurde : میرنشینی ئیسلامیی کوردستان), était un État islamique kurde non reconnu situé dans le gouvernorat de Halabja. Elle était hors du contrôle du gouvernement irakien depuis 1991 et était une entité autonome au sein de la région du Kurdistan en 1994 et a officiellement déclaré son indépendance en 2001. Il a cessé d'exister après l'opération Viking Hammer en 2003.

## Histoire

### Contexte
Les soulèvements irakiens de 1991 comprenaient le Parti démocratique du Kurdistan (KDP), l'Union patriotique du Kurdistan (PUK) et le Mouvement islamique du Kurdistan (IMK), qui s'est rebellé contre le gouvernement irakien et a créé la région du Kurdistan. L'IMK a continué d'avoir une présence importante dans la région du Kurdistan. Plus tard, la guerre civile a éclaté entre le KDP et le PUK. Dans le cadre des accords, le contrôle de la région du Kurdistan a été divisé en trois sections. Le KDP a reçu le province de Duhok et le province d'Erbil, le PUK a reçu le province de Sulaymaniyah et l'IMK a reçu le province de Halabja. L'émirat faisait partie de la région du Kurdistan, bien qu'il ne soit pas sous la juridiction du gouvernement régional du Kurdistan. Lorsque l'IMK a été incorporé au GRK, certains ont quitté l'IMK et ont formé leurs propres groupes, qui ont continué à opérer dans l'émirat,. Parmi les groupes se trouvaient Islah dirigé par Mullah Krekar, le groupe de justice du Kurdistan dirigé par Ali Bapir et Jund al-Islam (une fusion du Front islamique de Tawhid, du Mouvement de résistance islamique et de la deuxième unité Soran) dirigée par Abu Abdullah al-Shafi'i. Au début des soulèvements irakiens de 1991, l'IMK avait envoyé des délégations kurdes à Oussama ben Laden, dans lesquelles ils lui ont parlé des atrocités que Saddam Hussein commettait contre les Kurdes. Après le déménagement d'Al-Qaïda à Khartoum, au Soudan, en 1991, un instructeur d'Al-Qaïda s'est rendu au Kurdistan irakien pour former les rebelles de l'IMK en 1992. Mullah Krekar a été le commandant militaire de l'IMK de 1991 jusqu'à son départ pour former Islah en 2001. L'IMK se composait de son aile politique, qui gouvernait l'émirat, et de son aile militaire, l'IMK-Peshmerga, qui se composait de six unités et était une branche officielle du Peshmerga depuis la création de la région du Kurdistan en 1991, tandis que le KDP et le PUK avaient également leurs propres branches Peshmerga.
En 2001, Mullah Krekar a pris le contrôle de l'émirat instable et a déclaré son indépendance, et a déclaré son intention d'élargir l'émirat islamique pour inclure tout le Grand Kurdistan. Mullah Krekar a présenté l'émirat islamique comme un État kurde indépendant et a affirmé qu'il ne s'étendrait pas au-delà du Kurdistan,,,. Dans l'émirat islamique, Islah et Jund al-Islam ont fusionné pour former Ansar al-Islam, qui agissait comme l'armée de l'émirat islamique. Lorsque Ansar al-Islam a été fondé, Oussama ben Laden a fait don de 300 000 $ au groupe.
Mullah Krekar, chef d'Ansar al-Islam, était l'émir de l'Émirat, tandis qu'Abu Abdullah al-Shafi'i et Ali Bapir étaient ses adjoints. Avec l'émirat islamique du Kurdistan sous un embargo de facto de toutes les parties, les djihadistes kurdes d'Iran ont donné un soutien crucial et mis en place des réseaux qui se sont clandestins illégalement introduits vers l'émirat islamique du Kurdistan,,,,.

### La vie sous l'Émirat islamique
Comme Mullah Krekar, de nombreux combattants et dirigeants d'Ansar al-Islam avaient également des opinions nationalistes et traitaient le nouvel émirat comme une victoire du mouvement d'indépendance kurde. Ils étaient aussi des traditionalistes qui ont promu la culture kurde socialement. Cependant, les éléments du nationalisme qui contredisaient l'islam ont été abandonnés,,,. Il a également été rapporté qu'Ansar al-Islam aurait appliqué la stricte charia, commis des atrocités contre la minorité Yarsani et durement persécuté les soufis,,. L'émirat islamique du Kurdistan entretenait des relations diplomatiques avec l'émirat islamique d'Afghanistan sous le Mohammad Omar et enverrait des Kurdes en Afghanistan pour recevoir une formation des talibans ou d'Al-Qaïda. Ils ont également envoyé des délégations à Oussama ben Laden en Afghanistan. Le CGRI a été accusé d'être imprudent quant à ce qui se passait à ses frontières. Le mollah Krekar et Ansar al-Islam avait souligné le caractère kurde de l'émirat.
Après les attentats du 11 septembre, al-Qaïda a cherché à utiliser l'émirat islamique du Kurdistan comme base pour de futures opérations. Abou Moussab El-Zarkaoui a quitté l'Afghanistan et a été introduit en contrebande dans l'émirat avec l'aide de Kurdes d'Iran et d'Europe. Il est resté brièvement dans l'émirat et a finalement déménagé à Al-Anbar, où il est devenu beaucoup plus notoire. L'émirat islamique du Kurdistan a attiré des vétérans talibans, composés d'Arabes afghans ainsi que de Pachtounes, qui avaient plus de similitudes ethniques et linguistiques avec les Kurdes. L'écrasante majorité des djihadistes étaient toujours des Kurdes locaux. À son apogée en 2002, Ansar al-Islam comptait plus de 700 combattants, dont plus de 90 % étaient kurdes. Les volontaires venus d'Afghanistan, environ 70 personnes, avaient principalement servi de conseillers, d'instructeurs et d'ambassadeurs,.
Saddam Hussein connaissait l'Émirat islamique, considérait Ansar al-Islam comme une menace séparatiste et tentait de recueillir des renseignements contre eux. Le mollah Krekar avait menacé de tuer personnellement Saddam Hussein si l'Irak tentait quoi que ce soit contre l'émirat islamique du Kurdistan,,.

### Effondrement
Après avoir lancé l’invasion de l’Irak, le gouvernement de Bülent Ecevit a refusé aux États-Unis la permission d’entrer en Irak depuis le territoire turc. Les États-Unis ont lancé l’opération Viking Hammer en 2003. Après la perte de l’Émirat, la plupart des Ansar al-Islam se sont rassemblés à la frontière Iran-Irak, où ils ont été introduits clandestinement en Iran par des Kurdes iraniens. Le KDP et le PUK n'étaient pas d'accord sur la façon de combattre Ansar al-Islam, et certains responsables du KDP ont même refusé d'intervenir, affirmant que le PUK devait faire face aux conséquences de permettre à Ansar al-Islam d'acquérir un tel pouvoir. Les États-Unis ont également fait pression sur les Peshmerga pour qu'ils dissent leur branche IMK-Peshmerga en 2003.
Après l'effondrement de l'émirat, Ansar al-Islam s'est dissous. Abu Abdullah al-Shafi'i a fui la région du Kurdistan et a fondé Jamaat Ansar al-Sunna et a combattu dans l'insurrection irakienne, tandis que le mollah Krekar est parti pour la Norvège et a fondé "Rawti Shax" avant son arrestation en 2015,,. Ali Bapir s'est réconcilié avec le gouvernement régional du Kurdistan et a enregistré son groupe comme parti politique légal,.
Le mollah Krekar a remis en question le nationalisme de l'PUK, affirmant qu'aucun nationaliste kurde n'inviterait les États-Unis à vaincre le seul État kurde. Le mollah Krekar a également refusé de rejoindre l'insurrection irakienne, car de nombreux djihadistes irakiens étaient d'anciens officiers baasistes.
À la fin de 2016, vers le 15e anniversaire de l'émirat, Mullah Krekar a déclaré : « J'espère que nous nous séparerons de l'Irak dès que possible. Je le soutiendrais de tout cœur. Nous avons été annexés à l'État irakien sous force en 1921, un État qui est un État défaillant dans tous les sens du terme. La première fois que l'Irak a acheté des avions, ils ont bombardé le royaume du Kurdistan et de Souleimaniye. Si une petite partie du Kurdistan est séparée de l'Irak et déclare son indépendance, je l'approuverai pleinement. Lorsque la Mauritanie a déclaré son indépendance, ils n'avaient même pas de bâtiment sur lequel agiter leur drapeau, mais ils ont quand même déclaré leur indépendance. » Il a également affirmé qu'il n'avait plus de ressentiment envers les responsables du gouvernement kurde. Hoshyar Zebari a confirmé que le gouvernement kurde a fait la paix avec Krekar.